# Refa'el Baš
Refa'el Baš (hebrejsky רפאל בש‎, 8. ledna 1913 – 10. března 2000) byl sionistický aktivista, izraelský politik a poslanec Knesetu za stranu Mapaj.

## Biografie
Narodil se v tehdejší Ruské říši, na území dnešního Lotyšska). V roce 1938 přesídlil do dnešního Izraele, kde pak až do roku 1956 bydlel v kibucu Kfar Blum.

## Politická dráha
V letech 1950–1953 vedl mládežnické oddělení strany Mapaj, v letech 1954–1956 byl generálním tajemníkem strany a v letech 1962–1966 tajemníkem. Zasedal v ústředním výboru odborového svazu Histadrut, kde pak vedl oddělení kultury a vzdělávání. Byl členem sekretariátu zaměstnanecké rady v Tel Avivu.
V izraelském parlamentu zasedl po volbách v roce 1949, kdy kandidoval za Mapaj. Mandát ale získal až dodatečně, v květnu 1951, po rezignaci dosavadního poslance Josefa Micha'ela Lamma.